# Rotenturmstraße
La Rotenturmstrasse se situe à Vienne, dans l'Innere Stadt. Elle va de la Stephansplatz, mène au nord-est par le Lugeck vers le canal du Danube, où elle rejoint le Marienbrücke. Son nom vient d'une ancienne fortification, le Rotenturmtor.

## Histoire
Le nom de Rotenturmstraße date de 1862. Auparavant, seule la section entre Fleischmarkt et Franz-Josefs-Kai était connue sous le nom de Rotenturmstraße ou Rotenturmgasse. La section de Lugeck à Fleischmarkt est appelée de 1288 à 1848 Haarmarkt. La section entre Stephansplatz et Lugeck est de 1367 à 1547 "Am Lichtensteg". Les numéros de maison actuels sont aussi connus comme « Gegenüber St. Stephanspfarrhof » ou « Gegenüber St. Stephanspropsthof » (à partir de 1418), « Bischofshof » (à partir de 1483) et « Erzbischofshof » (à partir de 1776). De 1796 à 1862, cette partie s'appelle Bischofsgasse. Il y a ici la résidence de l'évêque puis de l'archevêque de Vienne.
En 1685, le Grec Johannes Théodat reçoit le privilège impérial de vendre du café et du thé et construisit le premier café viennois à son domicile, à présent au 14 Rotenturmstraße.
En avril 1945, plusieurs bâtiments sont endommagés par des bombes incendiaires et une grande partie de la Rotenturmstraße doit être démolie et reconstruite.
En mars 2015, les Verts proposent de réduire la circulation dans la Rotenturmstraße, à l'instar de la Mariahilfer Straße, en une zone de rencontre.

## Source de la traduction
- (de) Cet article est partiellement ou en totalité issu de l’article de Wikipédia en allemand intitulé « Rotenturmstraße » (voir la liste des auteurs).